# Sirnagalih (Cigalontang)
Sirnagalih is een bestuurslaag in het regentschap Tasikmalaya van de provincie West-Java, Indonesië. Sirnagalih telt 4491 inwoners (volkstelling 2010).